# Merete Agergaard
Merete Agergaard (født 19. december 1967 i København) er en dansk jurist og embedsmand, der fra 23. september 2024 er departementschef i Skatteministeriet.
Hun blev cand.jur. fra Københavns Universitet i 1992. Fra 1999 til 2009 var hun HR- og kommunikationschef i Miljøministeriet.
Herfra kom hun til en stilling som afdelingschef i Beskæftigelsesministeriet. I 2014 blev hun direktør for Arbejdsskadestyrelsen, men blev i 2016 konstitueret direktør for SKAT. Efter omorganiseringen af skatteområdet blev hun i 2018 udnævnt til direktør for Skattestyrelsen, der var en nyetablering.
Hun blev i september 2024 udnævnt til ny departementschef i Skatteministeriet og trådte stillingen 23. september 2024.
I 2018 blev hun udnævnt til ridder af 1. grad af Dannebrog.